# Surigao
Surigao est une ville de 1re classe, capitale de la province de Surigao du Nord aux Philippines. Selon le recensement de 2010 elle est peuplée de 140 540 habitants.

## Barangays
Surigao est divisée en 54 barangays.
- Alang-alang
- Alegria
- Anomar
- Aurora
- Balibayon
- Baybay
- Bilabid
- Bitaugan
- Bonifacio
- Buenavista
- Cabongbongan
- Cagniog
- Cagutsan
- Canlanipa
- Cantiasay
- Capalayan
- Catadman
- Danao
- Danawan
- Day-asan
- Ipil
- Libuac
- Lipata
- Lisondra
- Luna
- Mabini
- Mabua
- Manjagao
- Mapawa
- Mat-i
- Nabago
- Nonoc
- Orok
- Poctoy
- Punta Bilar
- Quezon
- Rizal
- Sabang
- San Isidro
- San Jose
- San Juan
- San Pedro
- San Roque
- Serna
- Sidlakan
- Silop
- Sugbay
- Sukailang
- Taft
- Talisay
- Togbongon
- Trinidad
- Washington
- Zaragoza

## Démographie
| Année | Habitants | Évolution |
| ----- | --------- | --------- |
| 1995  | 104 909   | -         |
| 2000  | 118 534   | 12,99 %   |
| 2007  | 132 151   | 11,49 %   |
| 2010  | 140 540   | 6,35 %    |